# Enfermedad hemolítica del recién nacido
La enfermedad hemolítica del recién nacido (EHRN), también llamada eritroblastosis fetal, es un trastorno sanguíneo en el que una madre produce anticuerpos durante el embarazo que atraviesan la placenta y se unen a los eritrocitos o glóbulos rojos del feto, ocasionando destrucción de estos (hemólisis) cuando la madre y el bebé tienen incompatibilidad de grupo sanguíneo (el feto presenta un grupo sanguíneo o antígeno eritrocitario que la madre carece). La más conocida es la incompatibilidad por el grupo sanguíneo RhD, en la cual la madre es RhD negativo y el feto es RhD positivo. 
La razón de este problema es que el sistema inmune de la madre considera a los eritrocitos Rh+ del bebé como «extraños», y dignos de ser atacados por el sistema inmune materno. Si los glóbulos rojos del feto llegan a estar en contacto con la sangre de la madre, su sistema inmune responde desarrollando anticuerpos para combatir los glóbulos rojos del bebé. Esto no es un suceso común en el transcurso de un embarazo normal, excepto durante el parto, cuando la placenta se desprende y la sangre del bebé entra en contacto con la sangre de la madre. El contacto sanguíneo también se produce durante un aborto, tanto espontáneo como provocado, o durante un procedimiento de examen prenatal invasivo (por ejemplo, una amniocentesis). Una vez desarrollado el ataque contra los antígenos Rh positivos el sistema  inmune de la madre guarda esos anticuerpos de forma indefinida por si dichas células extrañas vuelven a aparecer en contacto con la sangre materna, y con esto se produce la «sensibilización Rh» de la madre.
Durante el primer embarazo dicha sensibilización Rh es improbable. Solo se vuelve un problema en un embarazo posterior con otro embrión Rh positivo. En este nuevo embarazo los anticuerpos de la  madre cruzan la placenta para combatir los glóbulos Rh positivos del cuerpo del feto. A medida que los anticuerpos destruyen los glóbulos rojos, el feto va enfermándose. Este proceso se denomina eritroblastosis fetal durante el embarazo. En el neonato, el trastorno se denomina enfermedad hemolítica del recién nacido.
La incompatibilidad Rh afecta al 5% de las parejas. Un 10% de las madres Rh negativo se sensibiliza después de su primer embarazo; el 30% lo hacen después del segundo embarazo, y un 50% restante con posterioridad al tercero.
El riesgo de sensibilización post aborto es 2%, y después de un aborto provocado es de un 4 a un 5%.

## Síntomas
Lo más preocupante de este trastorno es que los anticuerpos de la madre atacan y destruyen los glóbulos rojos del feto (hemólisis), y esto da por resultado que se vuelva anémico. Como consecuencia el cuerpo del feto intenta producir más glóbulos rojos de forma más rápida, para compensar la deficiencia producida por la hemólisis inmune, esto hace que sus órganos se agranden, siendo perjudicial para su desarrollo. Los nuevos glóbulos rojos llamados eritroblastos, que no dejan de ser tan solo precursores de eritrocitos, generalmente son inmaduros e incapaces de cumplir la función de los glóbulos rojos maduros.
Además de esto, la destrucción de tantos glóbulos rojos produce una sustancia llamada bilirrubina que es difícil eliminar para los fetos. Es posible que la bilirrubina se acumule en su sangre, tejidos y fluidos corporales, trastorno que se denomina hiperbilirrubinemia. La hiperbilirrubinemia torna la piel, los ojos, y los tejidos del bebé amarillentos, produciendo un estado llamado ictericia. En casos severos, la bilirrubina también puede acumularse en el cerebro y provocar una enfermedad neurológica grave que se llama kernicterus. En casos extremos, cuando la cantidad de glóbulos rojos eliminados es muy alta, puede causar la muerte del feto.

## Diagnóstico
Se puede hacer el diagnóstico por un análisis de la sangre fetal, la sangre maternal, o el líquido amniótico. Los tipos sanguíneos de la madre son rutinariamente determinados en las etapas tempranas del embarazo, así que cualquier incompatibilidad que exista será rápidamente sospechada. Un estudio de la sangre de un feto afectado por este trastorno mostrará señales de anemia hemolítica, incluyendo un valor bajo de hematocrito, un nivel alto de bilirrubina, y una abundancia de reticulocitos. Dicho exceso de bilirrubina también se presenta en las muestras del líquido amniótico. Además, se pueden realizar pruebas de Coombs usando la sangre maternal para determinar la cantidad de anticuerpos circulando en la madre.
La ultrasonografía del feto puede averiguar si hay agrandamiento del bazo (esplenomegalia), hígado (hepatomegalia), o corazón.

## Causas
La forma más común de eritroblastosis fetal diagnosticada proviene de la incompatibilidad Rh. Otros tipos de esta enfermedad incluyen reacciones contra los antígenos Duffy, Kell, y Kidd. La incompatibilidad ABO genera hemólisis grave en el feto con muy poca frecuencia porque los antígenos ABO suelen provocar una respuesta inmune con solo anticuerpos de isotipo IgM, los cuales no pueden cruzar la placenta y atacar los glóbulos rojos del feto.

### Incompatibilidad Rh
Esta es la forma más peligrosa de esta enfermedad, y es una afección que se desarrolla cuando una mujer embarazada tiene sangre Rh negativo siendo el hijo Rh positivo. Como la madre es Rh negativo, su organismo no puede tolerar la presencia de glóbulos rojos Rh positivos.
En tales casos, el sistema inmunitario de la madre trata a las células fetales Rh positivas como si fuesen una sustancia extraña y crea anticuerpos de forma IgG contra dichas células sanguíneas fetales. Estos anticuerpos anti-Rh positivos pueden atravesar la placenta hasta el feto, donde destruyen los glóbulos rojos circulantes de éste.

### Incompatibilidad ABO
Algunas madres tienen una población pequeña de anticuerpos IgG (inmunoglobina-G) contra los antígenos ABO, así que puede afectar al bebé la incompatibilidad ABO. Estas reacciones generalmente son ligeras, y menos de 1% causan hemolísis grave.

## Tratamiento
Durante el embarazo, el tratamiento se basa en transfusiones intrauterinas de glóbulos rojos en la circulación del bebé, incluso se puede llegar a adelantar el parto si el feto desarrolla complicaciones. La transfusión está indicada si el feto es menor de 32 semanas y el Ht < 30%, y seguirá siendo necesaria cada cuatro semanas hasta el bebé nazca. Después del nacimiento, el tratamiento puede incluir transfusiones de sangre y/o líquidos por vía endovenosa, ayuda respiratoria por medio de oxígeno o respirador mecánico y fototerapia para destruir el exceso de bilirrubina. En casos excepcionales, si la incompatibilidad es grave y el bebé se encuentra en peligro, se puede realizar una serie de transfusiones especiales de sangre (denominadas exanguinotransfusiones) mientras el bebé está en el útero materno o después del parto.

## Prevención
En el pasado, la incompatibilidad Rh era un problema muy serio. Afortunadamente, se han logrado avances médicos significativos para prevenir las complicaciones asociadas con la incompatibilidad Rh y tratar al recién nacido afectado por este problema. Casi todas las mujeres con sangre Rh negativa se identifican en los primeros meses de su primer embarazo detectado, mediante un simple análisis de sangre. Si una mujer es Rh  negativa y no está sensibilizada los médicos le administran dos inyecciones de globulina hiperinmune Rh (RhIg), también conocida como RhoGAM, durante el primer embarazo. La primera inyección se da alrededor de las 28 semanas de embarazo y la segunda, dentro de las 72 horas después del parto. La globulina hiperinmune Rh provoca la destrucción rápida de los glóbulos rojos del feto que han entrado en la circulación maternal, impidiendo que el cuerpo de la madre genere anticuerpos peligrosos Rh que pueden causar complicaciones serias en el recién nacido o complicar futuros embarazos.
También se puede inyectar esta dosis de inmunoglobulina Rh en una mujer que acaba de tener un aborto espontáneo, una amniocentesis o algún tipo de hemorragia durante el embarazo. Si el médico determina que la mujer ya ha desarrollado los anticuerpos Rh, entonces, el embarazo será controlado muy de cerca para asegurarse de que los niveles de Rh no sean muy elevados.

### Factores de riesgo para la inmunización
- Amenaza de aborto.
- Procedimientos invasivos: Punción de vellosidades coriales / Amniocentesis.
- Parto instrumental y cesárea.
- Placenta previa sangrante.
- Embarazo ectópico.
- Versiones externas.
- Traumatismo abdominal durante el 3º trimestre.
- Masajes uterinos y maniobra de Kristeler.
- Alumbramiento manual.
- Drogadicción endovenosa.
- Desprendimiento de placenta normoinserta.

## Otros enlaces
La enfermedad hemolítica del recién nacido es más frecuente en gatos (donde se le conoce como «síndrome del gato decolorado») y potros. También se ha reportado en cachorros.